# Zichtwerk
Zichtwerk heeft betrekking op technische werkzaamheden aan die gedeelten van een bouwkundig werk die het meest in het oog springen. Dit, in tegenstelling tot de onderdelen van de constructie die vanuit de gebruikelijke waarnemingspositie niet of amper opvallen. Een vakman zorgt er graag voor dat het zichtwerk er esthetisch verantwoord uitziet.

## Voorbeeld
Timmerlieden gebruiken meestal draadnagels met een platgeruite kop die zichtbaar blijft als ze in het hout zijn gehamerd. Maar voor “het zichtwerk”, de onderdelen van de timmerklus die na voltooiing zichtbaar blijven, spijkert hij met draadnagels met verloren kop; deze vallen minder op doordat ook de top ervan in het hout gedreven wordt. Ook een huisschilder zal voorstellen het zichtwerk netter af te werken dan de te behandelen onderdelen die aan het oog onttrokken blijven.

## Oppervlakkig
Een aannemer of klusjesman wil soms halverwege de werkzaamheden of bij een voorlopige oplevering demonstreren dat er voortgang wordt geboekt. Om bij minder technisch onderlegde opdrachtgevers toch een goede indruk te maken wordt er dan weleens zichtwerk verricht: in de tijd naar voren geschoven oppervlakkige werkzaamheden, om mooie sier te maken.